# Bionectria coronata
Bionectria coronata är en svampart som först beskrevs av Juel, och fick sitt nu gällande namn av Schroers 2001. Bionectria coronata ingår i släktet Bionectria och familjen Bionectriaceae.  Arten är reproducerande i Sverige. Inga underarter finns listade i Catalogue of Life.